# Tachytrechus rubzovi
Tachytrechus rubzovi är en tvåvingeart som beskrevs av Negrobov 1976. Tachytrechus rubzovi ingår i släktet Tachytrechus och familjen styltflugor. Inga underarter finns listade i Catalogue of Life.